# Виадрина (награда)
Международната културна награда „Виадрина“ (на немски: Viadrina-Preis) на Европейския университет Виадрина във Франкфурт на Одер удостоява личности и инициативи, допринесли за немско-полското разбирателство.
Учредена е през 1999 г. от издателя Клаус Детйен и е на стойност 5000 €.

## Носители на наградата
- 1999: Карл Дедециус
- 2000: Адам Михник
- 2001: Гюнтер Грас
- 2002: Януш Рейтер
- 2003: Маркус Мекел
- 2004: Влодимеж Бороджией
- 2005: Рудолф фон Таден
- 2006: Адам Кжемински
- 2007: Немско-полска група „Коперник“
- 2008: Рита Зюсмут
- 2009: Тадеуш Мазовецки
- 2010: Фолкер Шльондорф
- 2011: Кшищоф Пендерецки[1]
- 2013: Ханс-Дитрих Геншер[2]
- 2014: Ирена Липовиц[3]
- 2015: Волфганг Темплин
- 2016: Анна Волф-Повешка
- 2017: Немско-полска комисия по учебна литература[4]